# シャーマン郡 (ネブラスカ州)
座標: 北緯41度13分 西経98度58分 / 北緯41.22度 西経98.97度
シャーマン郡（英: Sherman County）は、アメリカ合衆国のネブラスカ州にある郡。2000年時点での人口は3,318人で、郡庁所在地はループ・シティ (Loup City)。
ネブラスカ州のナンバープレートで、シャーマン郡の車両は最初の数字が56になっている。これは1922年にナンバープレートの制度を確立した際、シャーマン郡の車両登録台数が州内の郡のなかで56番目に多かったからである。

## 歴史
シャーマン郡は1871年に組織され、ウィリアム・シャーマン陸軍元帥にちなんで名付けられた。

## 地理
アメリカ合衆国国勢調査局によると、この郡は総面積1,481 km2 (572 mi2) である。このうち1,466 km2 (566 mi2)が陸地で、15 km2 (6 mi2) が海や湖などの水地域である。総面積のうち1.01%が水地域となっている。

### 隣接する郡
- バレー郡（北）
- グリーリー郡（北東）
- ハワード郡（東）
- バッファロー郡（南）
- カスター郡（西）

## 人口動静

2000年の時点での郡の人口ピラミッド

2000年の国勢調査によると、シャーマン郡には3,318人、1,394世帯、及び935家族が暮らしている。人口密度は2/km2 (6/mi2) で、1/km2 (3/mi2) の平均的な密度に1,839軒の住居が建っている。この郡の人種の構成は白人98.49%、黒人（アフリカ系アメリカ人）0.06%、先住民0.21%、アジア系0.24%、太平洋諸島系0.03%、その他の人種0.42%、混血0.54%で、1.02%の人々がヒスパニックまたはラテン系である。
シャーマン郡に住む1,394世帯のうち、27.60%は18歳未満の子どもと暮らしており、59.20%は夫婦で生活している。5.70%は未婚の女性が世帯主であり、32.90%は家族以外の住人と同居している。30.40%は独居で、全世帯の16.70%は65歳以上の独居老人世帯である。1世帯あたりの平均人数は2.34人であり、家庭の場合は2.91人である。
郡の住民は24.50%が18歳未満の子どもで、18歳以上24歳以下が4.50%、25歳以上44歳以下が23.70%、45歳以上64歳以下が24.10%、および65歳以上が23.10%となっている。平均年齢は43歳である。女性100人に対して男性は97.00人いて、18歳以上の女性100人に対しては男性は95.50人いる。
郡の世帯ごとの平均収入は28,646米ドルで、家族ごとでは34,821米ドルである。男性の23,065米ドルに対して女性は17,269米ドルの平均的な収入がある。この郡の一人当たりの収入 (per capita income) は14,064米ドルである。総人口の12.90%、家族の8.00%は貧困線以下である。18歳未満の子どもの19.40%及び65歳以上の12.80%は貧困線以下の生活を送っている。

## 都市および村
- アシュトン (en:Ashton, Nebraska)
- ハザード (en:Hazard, Nebraska)
- リッチフィールド (en:Litchfield, Nebraska)
- ループ・シティ (en:Loup City, Nebraska)
- ロックヴィル (en:Rockville, Nebraska)